# Juan Pablo Romero Fuentes
Juan Pablo Romero Fuentes' (n. 1983) es un profesor guatemalteco responsable de la organización sin fines de lucro «El Patojismo», cuyo propósito es mejorar la vida de los niños guatemaltecos de una forma asequible y efectiva.

## Biografía

### Primeros años
Romero Fuentes nació el 16 de septiembre de 1983. Fue criado en Jocotenango, un pequeño barrio en las afueras de Antigua Guatemala por sus padres, Rudy Romero y María Fuentes. Desde temprana edad fue testigo de cómo muchos de sus amigos recurrían a la violencia y las pandillas de drogas mientras él crecía. Durante su trayectoria como docente se dio cuenta de que sus alumnos estaban creciendo en condiciones similares. De acuerdo con las Naciones Unidas, Guatemala tiene la quinta peor tasa de homicidios. Por tal razón, Romero Fuentes se puso en contacto con familias que atravesaban por distintas problemáticas sociales, como aquellas en las que los padres estuvieran desempleados. Estos precedentes le llevaron a establecer la organización Los Patojos.

### Trayectoria
Como maestro, vio a varios niños luchar con cosas similares a las que se enfrentó cuando era niño. Tales condiciones incluían desde la violencia, los embarazos no planeados y el consumo de drogas. Los Patojos surgió primeramente como un centro comunitario con el propósito de ayudar a los niños que requirieran algún tipo de ayuda y vivieran en esas circunstancias mencionadas con anterioridad. Con el paso del tiempo el centro habría de ofrecer recursos como tutorías, comidas gratuitas, atención médica, entre otros. El propósito de Romero Fuentes al abrir este centro comunitario fue brindarles a los niños la oportunidad de tener éxito, «darles un mejor presente para lograr un futuro mejor» y crear un ambiente seguro para los niños que han estado expuestos a las drogas y violencia. El sitio web de Los Patojos declara que su misión es educar, su razón de ser es la infancia y su estrategia está en «los sueños y las ideas».
En 2016 JustWorld International y Los Patojos anunciaron el lanzamiento de un nuevo libro escrito por Romero Fuentes. El libro se titula Metodología y perspectivas de futuro de Los Patojos y cuenta la historia de la organización. Esta publicación está disponible también en otros idiomas.

## Reconocimientos y premios
Las acciones de Romero Fuentes han impactado a más de un millar de niños de cuatro a veintiún años en Guatemala. La organización sin fines de lucro, JustWorld International «brinda educación, nutrición, salud e higiene, así como programas de liderazgo y desarrollo cultural para niños y adultos jóvenes, de cuatro a dieciocho años». Romero Fuentes se asoció con JustWorld International para ayudar a apoyar a las comunidades empobrecidas en Camboya, Guatemala y Honduras.
En 2014 la labor del profesor guatemalteco fue reconocida por CNN en su listado de «CNN Heroes», y se trató de la única postulación hispanoamericana. Como resultado, Subaru le concedió un donativo económico a Los Patojos.